# حارة الأدلة الجنائية (صنعاء)
الأدلة الجنائية هي إحدى حارات حي سدس احداق بمدينة الروضة شمال العاصمة اليمنية "صنعاء"، بلغ تعداد سكانها 823 نسمة حسب تعداد اليمن لعام 2004.